# Villeneuve-Lécussan
Villeneuve-Lécussan – miejscowość i gmina we Francji, w regionie Oksytania, w departamencie Górna Garonna.
Według danych na rok 1990 gminę zamieszkiwało 477 osób, a gęstość zaludnienia wynosiła 30 osób/km² (wśród 3020 gmin regionu Midi-Pireneje Villeneuve-Lécussan plasuje się na 606. miejscu pod względem liczby ludności, natomiast pod względem powierzchni na miejscu 723.).